# Phillip Willis
Phillip LaFrance Willis (2 de agosto de 1918, Kaufman County, Texas – 27 de enero de 1995, Dallas (Texas). fue un testigo presencial del asesinato de John F. Kennedy.
Willis sirvió en el Ejército de los Estados Unidos durante la Segunda Guerra Mundial. Destinado como teniente a la base de Pearl Harbour, Willis sobrevivió al ataque y sufrió heridas de guerra en el teatro de guerra del Pacífico. Retirado del servicio en 1946, terminó sus estudios de administración en la Universidad de North Texas en 1948. Fue elegido como miembro de la Cámara de Representantes de Texas en 1946 y 1948. También fue comercial de los automóviles Lincoln, y eventualmente trabajó como agente inmobiliario independiente. Se mudó a Dallas en 1960.
Willis aparece claramente visible al principio de la película de Zapruder, vistiendo un traje oscuro y corbata, de pie en la esquina sur de la Elm Street, a la izquierda de la limusina del presidente, enfrente del depósito escolar de libros desde donde supuestamente Lee Harvey Oswald disparó.
Durante el paso del vehículo por la Plaza Dealey, Willis tomó fotografías de diapositiva en color, de 35mm. En el momento del asesinato, Willis tomaba la quinta de las 27 fotografías de la plaza que sacó durante aquel día y en las que se aprecian la comitiva presidencial y sus ocupantes, el coche-escolta del USSS, parte de la multitud reunida, y el promontorio de hierba visible en último término.
En su declaración ante la Comisión Warren, Willis afirmó que la quinta fotografía fue tomada inconscientemente cuando, preparado para tomar una imagen con su cámara Argus 35mm, fue repentinamente deslumbrado por una detonación -la primera de las tres que recordaba haber oído- que le sobresaltó, haciéndole oprimir el disparador de la cámara. La Comisión, sin embargo, estimó que la fotografía se había tomado en Z-210, aunque las investigaciones posteriores demostraron lo inexacto de esta estimación. De cualquier modo, todas las investigaciones concuerdan en determinar que el presidente Kennedy estuvo cubierto por un gran castaño entre Z-160 a Z-206, y resultaba un blanco imposible para un observador situado en la ventana de la sexta planta donde se encontraba el depósito escolar de libros y desde donde, en teoría, Lee Harvey Oswald había realizado el disparo mortal.
En esta quinta foto, algunos investigadores han creído reconocer la imagen de una persona situada en lo alto del promontorio de hierba, cerca de un muro de contención de cemento de un metro de altura, y junto a una vaya de estacas de madera de 1,5 m de altura. La "silueta" angulosa de esta persona, aún desconocida, ha hecho que los investigadores y escritores que respaldan su existencia se refieran a él como el "black dog man" (en esp, "hombre del perro negro").
En 1978, la hija de Phillip, Rosemary Willis, fue entrevistada por investigadores de la HSCA, declarando que su padre se sintió bastante irritado por el hecho de que las autoridades presentes en el escenario del crimen se dirigiesen rápidamente al promontorio de hierba, desde donde pensaba que venían los disparos, sólo para volverse rápidamente desde ese punto. Sin embargo, en el testimonio de Willis ante la Comisión Warren quedó manifestado que él situaba el origen de los disparos en el Depósito Escolar de Libros de Texas.
En 1988, Willis afirmó en un documental para la BBC -titulado "Los hombres que mataron a Kennedy"- que durante su declaración ante la Comisión Warren que lo que todos los comisionistas querían oír era que habían sonado tres disparos, y que éstos parecían proceder del depósito de libros. Sin embargo, en lo tocante al disparo mortal que acertó al presidente en la cabeza, Willis declaró: "Estoy mortalmente seguro de que, al menos un disparo, contando con el que le arrancó el cráneo al presidente, tuvo que venir desde el lado delantero derecho, y lo mantendré hasta mi muerte".
A la muerte de Willis, en 1995, la Cámara de Representantes de Texas aprobó una resolución de homenaje.